# Raymond Saw Po Ray
Raymond Saw Po Ray (ur. 11 sierpnia 1948 w Mergui, zm. 6 stycznia 2025) – mjanmański duchowny rzymskokatolicki, w latach 1993–2023 biskup Mawlamyine.